# Meistriliiga (1992/1993)
Meistriliiga 1992/1993 była 2. edycją najwyższej klasy rozgrywkowej piłki nożnej w Estonii.
Brało w niej udział 12 drużyn, które rozegrały 22 kolejek meczów. Tytuł mistrzowski obroniła drużyna Norma Tallinn.

## Uczestniczące drużyny
| Uczestnicy poprzedniej edycji | Uczestnicy poprzedniej edycji | Uczestnicy poprzedniej edycji | Uczestnicy poprzedniej edycji |
| --- | ----------------------------- | ----------------------------- | ----------------------------- |
| NOR | Tallinna FC Norma             | Tallinn                       | 1                             |
| EPJ | Jõhvi JK Eesti Põlevkivi      | Jõhvi                         | 2                             |
| TVM | Tallinna FC TVMV              | Tallinn                       | 3                             |
| FLO | Tallinna FC Flora             | Tallinn                       | 4                             |
| VIG | Tallinna KSK Vigri            | Tallinn                       | 5                             |
| TKL | Tartu SS Kalev                | Tartu                         | 6                             |
| NAR | JK Narva Trans                | Narwa                         | 7                             |
| PÄR | Pärnu JK                      | Parnawa                       | 8                             |
| DÜN | Tallinna JK Dünamo            | Tallinn                       | 9                             |
| KEE | Kohtla-Järve JHK Keemik       | Kohtla-Järve                  | 10                            |
| SIL | JK Sillamäe Kalev             | Sillamäe                      | 11                            |
| TUL | Viljandi JK                   | Viljandi                      | 13                            |
| po barażach |                               |                               |                               |
| MER | Tartu JK Merkuur              | Tartu                         | 12                            |
| Oznaczenia: - kolumna pierwsza – skróty nazw drużyn, - kolumna trzecia – siedziba klubu, - kolumna czwarta – miejsce zajęte w poprzednim sezonie. |                               |                               |                               |

## Tabela
| Lp. | Drużyna                 | M  | Z  | R | P  | B+  | B- | +/– | Pkt | Kwalifikacja lub spadek                            |
| --- | ----------------------- | -- | -- | - | -- | --- | -- | --- | --- | -------------------------------------------------- |
| 1   | Norma Tallinn (M)       | 22 | 20 | 2 | 0  | 102 | 16 | +86 | 62  | Liga Mistrzów UEFA • Runda wstępna                 |
| 2   | Flora Tallinn           | 22 | 15 | 4 | 3  | 63  | 13 | +50 | 49  |                                                    |
| 3   | Nikol Tallinn (P)       | 22 | 15 | 3 | 4  | 58  | 17 | +41 | 48  | Puchar Zdobywców Pucharów • I runda kwalifikacyjna |
| 4   | Jõhvi Eesti Põlevkivi   | 22 | 13 | 6 | 3  | 53  | 20 | +33 | 45  |                                                    |
| 5   | Vigri Tallinn           | 22 | 10 | 7 | 5  | 61  | 33 | +28 | 37  |                                                    |
| 6   | Narva Trans             | 22 | 11 | 2 | 9  | 51  | 34 | +17 | 35  |                                                    |
| 7   | Kohtla-Järve Keemik (R) | 22 | 7  | 4 | 11 | 30  | 56 | −26 | 25  | rozwiązana                                         |
| 8   | Tartu EsDAG             | 22 | 5  | 3 | 14 | 30  | 75 | −45 | 18  |                                                    |
| 9   | Dünamo Tallinn          | 22 | 4  | 5 | 13 | 24  | 50 | −26 | 17  |                                                    |
| 10  | Tartu Merkuur           | 22 | 4  | 4 | 14 | 17  | 63 | −46 | 16  |                                                    |
| 11  | Sillamäe Kalev          | 22 | 4  | 1 | 17 | 17  | 65 | −48 | 13  | [ ii ]                                             |
| 12  | Viljandi Tulevik (S)    | 22 | 3  | 1 | 18 | 24  | 88 | −64 | 10  | spadek do Esiliiga                                 |

1. ↑  Nikol Tallinn został założony na bazie Tallinna FC TVMV i przejął jego miejsce w Meistriliiga[1].
2. 1 2  Sillamäe Kalev zachował swoje miejsce w Meistriliiga, ponieważ Kohtla-Järve JHK Keemik został rozwiązany po sezonie.
3. ↑  Tartu SS Kalev zmienił nazwę na Tartu SS EsDAG[1].
4. ↑  Viljandi JK zmienił nazwę na Viljandi JK Tulevik[1].

## Wyniki
| Gospodarz \ Gość      | NOR  | FLO | NIK | VIG | DÜN | DAG  | MER | TUL  | NAR | KEE | SIL | EPJ |
| --------------------- | ---- | --- | --- | --- | --- | ---- | --- | ---- | --- | --- | --- | --- |
| Norma Tallinn         |      | 1–0 | 2–1 | 3–0 | 3–0 | 19–0 | 5–0 | 3–1  | 5–2 | 4–1 | 4–0 | 1–1 |
| Flora Tallinn         | 1–3  |     | 3–1 | 2–2 | 2–1 | 9–0  | 8–0 | 4–0  | 2–1 | 3–0 | 5–0 | 2–0 |
| Nikol Tallinn         | 0–1  | 1–1 |     | 1–1 | 7–1 | 4–1  | 1–0 | 8–1  | 3–2 | 8–1 | 5–0 | 1–0 |
| Vigri Tallinn         | 4–6  | 0–0 | 0–2 |     | 4–0 | 7–3  | 2–1 | 7–2  | 1–1 | 6–0 | 4–1 | 1–1 |
| Dünamo Tallinn        | 0–5  | 0–2 | 0–1 | 0–0 |     | 3–1  | 2–2 | 3–1  | 1–2 | 0–0 | 0–0 | 0–5 |
| Tartu EsDAG           | 0–3  | 2–1 | 1–1 | 1–2 | 2–0 |      | 1–0 | 3–2  | 2–4 | 2–3 | 3–0 | 0–0 |
| Tartu Merkuur         | 1–5  | 0–3 | 0–4 | 1–5 | 0–4 | 4–2  |     | 2–0  | 1–0 | 0–0 | 0–2 | 1–1 |
| Viljandi Tulevik      | 0–11 | 0–6 | 0–2 | 0–7 | 3–2 | 1–1  | 4–1 |      | 0–4 | 0–3 | 7–0 | 0–1 |
| Narva Trans           | 3–4  | 0–2 | 0–1 | 2–2 | 5–2 | 3–1  | 4–0 | 5–0  |     | 4–0 | 2–0 | 2–3 |
| Kohtla-Järve Keemik   | 1–10 | 0–2 | 0–1 | 0–4 | 1–1 | 3–1  | 1–1 | 1–0  | 2–3 |     | 5–1 | 3–4 |
| Sillamäe Kalev        | 0–4  | 0–4 | 0–5 | 3–2 | 1–3 | 3–1  | 1–2 | 3–1  | 1–2 | 0–2 |     | 1–3 |
| Jõhvi Eesti Põlevkivi | 0–0  | 1–1 | 2–0 | 3–0 | 3–1 | 3–2  | 8–0 | 11–1 | 1–0 | 1–3 | 1–0 |     |

## Najlepsi strzelcy
| Bramki | Strzelcy         | Drużyna                     |
| ------ | ---------------- | --------------------------- |
| 27     | Sergei Bragin    | Norma Tallinn               |
| 18     | Aleksandr Žurkin | Norma Tallinn               |
| 16     | Andrei Borissov  | Norma Tallinn               |
| 16     | Walery Możżuchin | Nikol Tallinn               |
| 16     | Sergei Zamorski  | Narva Trans / Flora Tallinn |
| 13     | Sergei Afanasyev | Jõhvi Eesti Põlevkivi       |
| 13     | Juri Braiko      | Kohtla-Järve Keemik         |
| 11     | Indro Olumets    | Flora Tallinn               |
| 11     | Martin Reim      | Flora Tallinn               |
| 11     | Dmitri Ustritski | Flora Tallinn               |
| 11     | Nikolai Toštšev  | Narva Trans                 |

Źródło: